# Campeonato Europeo de Voleibol Masculino de 2021
El XXXII Campeonato Europeo de Voleibol Masculino se celebró en cuatro sedes: Polonia, República Checa, Estonia y Finlandia entre el 1 y el 19 de septiembre de 2021 bajo la organización de la Confederación Europea de Voleibol (CEV) y las federaciones nacionales de las respectivas sedes.
Un total de 24 selecciones nacionales afiliadas a la CEV compitieron por el título de campeón europeo, cuyo anzterior portador era el equipo de Serbia, vencedor del Europeo de 2019.
La selección de Italia se adjudicó la medalla de oro al derrotar en la final al equipo de Eslovenia con un marcador de 2-3. En el partido por el tercer puesto el conjunto de Polonia venció al de Serbia.

## Sedes
| Foto | Grupo          | Ciudad                       | Instalación     | Capacidad |
| ---- | -------------- | ---------------------------- | --------------- | --------- |
|      | A              | Cracovia · ( Polonia)        | Tauron Arena    | 22 000    |
|      | B y fase final | Ostrava · ( República Checa) | Ostravar Aréna  | 10 150    |
|      | C              | Tampere · ( Finlandia)       | Hakametsä Arena | 7300      |
|      | D              | Tallin ( Estonia)            | Saku Suurhall   | 7000      |
|      | Fase final     | Gdańsk · ( Polonia)          | Ergo Arena      | 15 000    |
|      | Fase final     | Katowice · ( Polonia)        | Spodek          | 11 000    |

## Grupos
| Grupo A  | Grupo B         | Grupo C      | Grupo D    |
| -------- | --------------- | ------------ | ---------- |
| Bélgica  | Bielorrusia     | Finlandia    | Croacia    |
| Grecia   | Bulgaria        | Macedonia    | Estonia    |
| Polonia  | República Checa | Rusia        | Francia    |
| Portugal | Italia          | España       | Alemania   |
| Serbia   | Montenegro      | Países Bajos | Letonia    |
| Ucrania  | Eslovenia       | Turquía      | Eslovaquia |

## Primera fase
- Todos los partidos en la hora local de Polonia o República Checa (UTC+2) o Finlandia y Estonia (UTC+3).

Los primeros cuatro de cada grupo pasan directamente a los octavos de final.

### Grupo A
| Equipo   | Partidos | Partidos | Partidos |      | Sets | Sets | Sets  | Puntos | Puntos | Puntos |
| Equipo   | PJ       | PG       | PP       | Pts. | SG   | SP   | Ratio | PG     | PP     | Ratio  |
| -------- | -------- | -------- | -------- | ---- | ---- | ---- | ----- | ------ | ------ | ------ |
| Polonia  | 5        | 5        | 0        | 14   | 15   | 4    | 3,750 | 453    | 381    | 1,189  |
| Serbia   | 5        | 4        | 1        | 12   | 14   | 7    | 2,000 | 491    | 432    | 1,137  |
| Ucrania  | 5        | 3        | 2        | 7    | 9    | 11   | 0,818 | 446    | 446    | 1,000  |
| Portugal | 5        | 2        | 3        | 6    | 10   | 12   | 0,833 | 459    | 502    | 0,914  |
| Bélgica  | 5        | 1        | 4        | 4    | 7    | 12   | 0,583 | 408    | 435    | 0,938  |
| Grecia   | 5        | 0        | 5        | 2    | 6    | 15   | 0,400 | 434    | 495    | 0,877  |

- Resultados

| Fecha | Hora  | Partido¹ | Partido¹ | Partido¹ | Res.  | Set 1 | Set 2 | Set 3 | Set 4 | Set 5 | Total     |
| ----- | ----- | -------- | -------- | -------- | ----- | ----- | ----- | ----- | ----- | ----- | --------- |
| 02.09 | 14:30 | Grecia   | –        | Ucrania  | 2 – 3 | 25-22 | 24-26 | 25-22 | 19-25 | 6-15  | 99 – 110  |
| 02.09 | 17:30 | Polonia  | –        | Portugal | 3 – 1 | 25-16 | 22-25 | 25-16 | 25-19 | –     | 97 – 76   |
| 02.09 | 20:30 | Bélgica  | –        | Serbia   | 1 – 3 | 13-25 | 18-25 | 25-21 | 20-25 | –     | 76 – 96   |
| 03.09 | 17:30 | Bélgica  | –        | Portugal | 2 – 3 | 23-25 | 22-25 | 25-20 | 25-18 | 13-15 | 108 – 103 |
| 03.09 | 20:30 | Ucrania  | –        | Serbia   | 0 – 3 | 25-27 | 24-26 | 21-25 | –     | –     | 70 – 78   |
| 04.09 | 17:30 | Bélgica  | –        | Grecia   | 3 – 0 | 25-16 | 25-22 | 25-22 | –     | –     | 75 – 60   |
| 04.09 | 20:30 | Serbia   | –        | Polonia  | 2 – 3 | 21-25 | 25-23 | 25-20 | 20-25 | 14-16 | 105 – 109 |
| 05.09 | 17:30 | Portugal | –        | Ucrania  | 2 – 3 | 18-25 | 23-25 | 25-21 | 26-24 | 11-15 | 103 – 110 |
| 05.09 | 20:30 | Grecia   | –        | Polonia  | 1 – 3 | 15-25 | 22-25 | 25-20 | 24-26 | –     | 86 – 96   |
| 06.09 | 17:30 | Portugal | –        | Serbia   | 1 – 3 | 15-25 | 21-25 | 25-22 | 17-25 | –     | 78 – 97   |
| 06.09 | 20:30 | Polonia  | –        | Bélgica  | 3 – 0 | 25-18 | 26-24 | 25-16 | –     | –     | 76 – 58   |
| 07.09 | 17:30 | Serbia   | –        | Grecia   | 3 –2  | 25-23 | 22-25 | 25-16 | 28-30 | 15-5  | 115 – 99  |
| 07.09 | 20:30 | Ucrania  | –        | Bélgica  | 3 – 1 | 25-27 | 25-23 | 25-18 | 25-23 | –     | 100 – 91  |
| 08.09 | 17:30 | Polonia  | –        | Ucrania  | 3 – 0 | 25-15 | 25-20 | 25-21 | –     | –     | 75 – 56   |
| 08.09 | 20:30 | Grecia   | –        | Portugal | 1 – 3 | 22-25 | 26-24 | 20-25 | 22-25 | –     | 90 – 99   |

- (¹) – Todos en Polonia (Cracovia).

### Grupo B
| Equipo          | Partidos | Partidos | Partidos |      | Sets | Sets | Sets  | Puntos | Puntos | Puntos |
| Equipo          | PJ       | PG       | PP       | Pts. | SG   | SP   | Ratio | PG     | PP     | Ratio  |
| --------------- | -------- | -------- | -------- | ---- | ---- | ---- | ----- | ------ | ------ | ------ |
| Italia          | 5        | 5        | 0        | 15   | 15   | 2    | 7,500 | 418    | 336    | 1,244  |
| Eslovenia       | 5        | 3        | 2        | 9    | 10   | 6    | 1,667 | 379    | 329    | 1,152  |
| Bulgaria        | 5        | 3        | 2        | 8    | 10   | 9    | 1,111 | 415    | 405    | 1,025  |
| República Checa | 5        | 2        | 3        | 7    | 10   | 10   | 1,000 | 438    | 446    | 0,982  |
| Bielorrusia     | 5        | 2        | 3        | 6    | 7    | 10   | 0,700 | 348    | 390    | 0,892  |
| Montenegro      | 5        | 0        | 5        | 0    | 0    | 15   | 0,000 | 291    | 383    | 0,760  |

- Resultados

| Fecha | Hora  | Partido¹        | Partido¹ | Partido¹        | Res.  | Set 1 | Set 2 | Set 3 | Set 4  | Set 5 | Total    |
| ----- | ----- | --------------- | -------- | --------------- | ----- | ----- | ----- | ----- | ------ | ----- | -------- |
| 03.09 | 14:15 | Italia          | –        | Bielorrusia     | 3 – 0 | 25-18 | 25-12 | 25-15 | –      | –     | 75 – 45  |
| 03.09 | 17:15 | Montenegro      | –        | Bulgaria        | 0 – 3 | 22-25 | 17-25 | 25-27 | –      | –     | 64 – 77  |
| 03.09 | 20:15 | República Checa | –        | Eslovenia       | 3 – 1 | 26-24 | 25-18 | 14-25 | 25-19  | –     | 90 – 86  |
| 04.09 | 16:00 | Montenegro      | –        | Eslovenia       | 0 – 3 | 17-25 | 16-25 | 16-25 | –      | –     | 49 – 75  |
| 04.09 | 19:00 | Bielorrusia     | –        | República Checa | 3 – 1 | 25-20 | 19-25 | 25-21 | 25-19  | –     | 94 – 85  |
| 05.09 | 16:00 | República Checa | –        | Bulgaria        | 2 – 3 | 10-25 | 25-23 | 25-18 | 24-26  | 11-15 | 95 – 107 |
| 05.09 | 19:00 | Italia          | –        | Montenegro      | 3 – 0 | 25-17 | 25-20 | 26-24 | –      | –     | 76 – 61  |
| 06.09 | 15:45 | Bulgaria        | –        | Italia          | 1 –3  | 19-25 | 18-25 | 25-17 | 12-25  | –     | 74 – 92  |
| 06.09 | 19:00 | Eslovenia       | –        | Bielorrusia     | 3 – 0 | 25-20 | 25-20 | 25-15 | –      | –     | 75 – 55  |
| 07.09 | 16:00 | Eslovenia       | –        | Bulgaria        | 3 –0  | 25-18 | 25-19 | 25-21 | –      | –     | 75 – 58  |
| 07.09 | 19:00 | Montenegro      | –        | República Checa | 0 – 3 | 28-30 | 23-25 | 10-25 | –      | –     | 61 – 80  |
| 08.09 | 15:45 | Italia          | –        | Eslovenia       | 3 – 0 | 27-25 | 25-20 | 25-23 | –      | –     | 77 – 68  |
| 08.09 | 19:00 | Bielorrusia     | –        | Montenegro      | 3 – 0 | 25-23 | 25-21 | 25-12 | –      | –     | 75 – 56  |
| 09.09 | 16:00 | Bulgaria        | –        | Bielorrusia     | 3 – 1 | 25-13 | 25-18 | 24-26 | 25-22  | –     | 99 – 79  |
| 09.09 | 19:00 | República Checa | –        | Italia          | 1 – 3 | 20-25 | 21-25 | 25-23 | 22--25 | –     | 88 – 98  |

- (¹) – Todos en la República Checa.

### Grupo C
| Equipo       | Partidos | Partidos | Partidos |      | Sets | Sets | Sets  | Puntos | Puntos | Puntos |
| Equipo       | PJ       | PG       | PP       | Pts. | SG   | SP   | Ratio | PG     | PP     | Ratio  |
| ------------ | -------- | -------- | -------- | ---- | ---- | ---- | ----- | ------ | ------ | ------ |
| Países Bajos | 5        | 4        | 1        | 13   | 14   | 5    | 2,800 | 447    | 425    | 1,052  |
| Rusia        | 5        | 4        | 1        | 11   | 13   | 7    | 1,857 | 464    | 396    | 1,172  |
| Turquía      | 5        | 3        | 2        | 10   | 12   | 8    | 1,500 | 476    | 445    | 1,070  |
| Finlandia    | 5        | 3        | 2        | 8    | 11   | 9    | 1,222 | 455    | 437    | 1,041  |
| España       | 5        | 1        | 4        | 3    | 5    | 13   | 0,385 | 400    | 443    | 0,903  |
| Macedonia    | 5        | 0        | 5        | 0    | 2    | 15   | 0,133 | 329    | 425    | 0,774  |

- Resultados

| Fecha | Hora  | Partido¹     | Partido¹ | Partido¹     | Res.  | Set 1 | Set 2 | Set 3 | Set 4 | Set 5 | Total     |
| ----- | ----- | ------------ | -------- | ------------ | ----- | ----- | ----- | ----- | ----- | ----- | --------- |
| 01.09 | 19:00 | Finlandia    | –        | Macedonia    | 3 – 1 | 25-20 | 25-15 | 24-26 | 25-22 | –     | 99 – 83   |
| 02.09 | 17:00 | Rusia        | –        | Turquía      | 1 – 3 | 27-29 | 25-16 | 21-25 | 19-25 | –     | 92 – 95   |
| 02.09 | 20:00 | Países Bajos | –        | España       | 3 – 0 | 25-23 | 26-24 | 25-22 | –     | –     | 76 – 69   |
| 03.09 | 17:00 | Turquía      | –        | España       | 3 – 1 | 25-16 | 29-31 | 27-25 | 25-23 | –     | 106 – 95  |
| 03.09 | 20:00 | Países Bajos | –        | Macedonia    | 3 – 0 | 25-20 | 25-18 | 25-22 | –     | –     | 75 – 60   |
| 04.09 | 14:00 | España       | –        | Finlandia    | 0 – 3 | 19-25 | 20-25 | 18-25 | –     | –     | 57 – 75   |
| 04.09 | 17:30 | Países Bajos | –        | Rusia        | 2 – 3 | 13-25 | 25-19 | 21-25 | 25-21 | 13-15 | 97 – 105  |
| 05.09 | 14:00 | Macedonia    | –        | Turquía      | 0 – 3 | 22-25 | 12-25 | 15-25 | –     | –     | 49 – 75   |
| 05.09 | 17:30 | Rusia        | –        | Finlandia    | 3 – 1 | 22-25 | 25-15 | 25-23 | 25-17 | –     | 97 – 80   |
| 06.09 | 17:00 | Macedonia    | –        | España       | 1 – 3 | 23-25 | 25-21 | 28-30 | 15-25 | –     | 91 – 101  |
| 06.09 | 20:00 | Turquía      | –        | Países Bajos | 1 – 3 | 25-22 | 25-27 | 25-27 | 23-25 | –     | 98 – 101  |
| 07.09 | 17:00 | España       | –        | Rusia        | 1 – 3 | 20-25 | 25-20 | 16-25 | 17-25 | –     | 78 – 95   |
| 07.09 | 20:00 | Finlandia    | –        | Países Bajos | 1 – 3 | 23-25 | 25-21 | 25-27 | 20-25 | –     | 93 – 98   |
| 08.09 | 17:00 | Rusia        | –        | Macedonia    | 3 – 0 | 25-15 | 25-13 | 25-18 | –     | –     | 75 – 46   |
| 08.09 | 20:00 | Finlandia    | –        | Turquía      | 3 – 2 | 25-17 | 16-25 | 27-29 | 25-18 | 15-13 | 108 – 102 |

- (¹) – Todos en Finlandia.

### Grupo D
| Equipo     | Partidos | Partidos | Partidos |      | Sets | Sets | Sets   | Puntos | Puntos | Puntos |
| Equipo     | PJ       | PG       | PP       | Pts. | SG   | SP   | Ratio  | PG     | PP     | Ratio  |
| ---------- | -------- | -------- | -------- | ---- | ---- | ---- | ------ | ------ | ------ | ------ |
| Francia    | 5        | 5        | 0        | 15   | 15   | 1    | 15,000 | 397    | 317    | 1,252  |
| Alemania   | 5        | 4        | 1        | 11   | 13   | 6    | 2,167  | 463    | 389    | 1,190  |
| Croacia    | 5        | 3        | 2        | 7    | 9    | 11   | 0,818  | 443    | 461    | 0,961  |
| Letonia    | 5        | 1        | 4        | 5    | 8    | 13   | 0,615  | 434    | 489    | 0,888  |
| Eslovaquia | 5        | 1        | 4        | 4    | 8    | 14   | 0,571  | 453    | 502    | 0,902  |
| Estonia    | 5        | 1        | 4        | 3    | 6    | 14   | 0,429  | 414    | 446    | 0,928  |

- Resultados

| Fecha | Hora  | Partido¹   | Partido¹ | Partido¹   | Res.  | Set 1 | Set 2 | Set 3 | Set 4 | Set 5 | Total     |
| ----- | ----- | ---------- | -------- | ---------- | ----- | ----- | ----- | ----- | ----- | ----- | --------- |
| 01.09 | 19:00 | Estonia    | –        | Letonia    | 1 – 3 | 23-25 | 22-25 | 25-16 | 21-25 | –     | 91 – 91   |
| 03.09 | 17:00 | Croacia    | –        | Alemania   | 0 – 3 | 20-25 | 13-25 | 19-25 | –     | –     | 52 – 75   |
| 03.09 | 20:00 | Francia    | –        | Eslovaquia | 3 – 0 | 25-22 | 25-20 | 25-19 | –     | –     | 75 – 61   |
| 04.09 | 16:00 | Eslovaquia | –        | Estonia    | 2 – 3 | 27-25 | 25-22 | 18-25 | 14-25 | 13-25 | 97 – 112  |
| 04.09 | 19:00 | Croacia    | –        | Letonia    | 3 – 2 | 28-30 | 25-20 | 23-25 | 31-29 | 15-11 | 122 – 115 |
| 05.09 | 16:00 | Estonia    | –        | Alemania   | 0 – 3 | 19-25 | 16-25 | 21-25 | –     | –     | 56 – 75   |
| 05.09 | 19:00 | Francia    | –        | Croacia    | 3 – 0 | 25-15 | 25-16 | 26-24 | –     | –     | 76 – 55   |
| 06.09 | 17:00 | Letonia    | –        | Eslovaquia | 2 – 3 | 18-25 | 25-23 | 25-13 | 19-25 | 7-15  | 94 – 101  |
| 06.09 | 20:00 | Alemania   | –        | Francia    | 1 – 3 | 29-31 | 25-15 | 22-25 | 22-25 | –     | 98 – 96   |
| 07.09 | 17:00 | Letonia    | –        | Alemania   | 1 – 3 | 22-25 | 19-25 | 27-25 | 17-25 | –     | 85 – 100  |
| 07.09 | 20:00 | Croacia    | –        | Estonia    | 3 – 2 | 20-25 | 22-25 | 25-18 | 26-24 | 15-9  | 108 – 101 |
| 08.09 | 17:00 | Eslovaquia | –        | Croacia    | 1 – 3 | 27-25 | 19-25 | 19-25 | 29-31 | –     | 94 – 106  |
| 08.09 | 20:00 | Francia    | –        | Letonia    | 3 – 0 | 25-18 | 25-14 | 25-17 | –     | –     | 75 – 49   |
| 09.09 | 17:00 | Alemania   | –        | Eslovaquia | 3 – 2 | 25-20 | 25-17 | 25-27 | 25-27 | 15-9  | 115 – 100 |
| 09.09 | 20:00 | Estonia    | –        | Francia    | 0 – 3 | 18-25 | 17-25 | 19-25 | –     | –     | 54 – 75   |

- (¹) – Todos en Estonia.

## Fase final
- Todos los partidos en la hora local de Polonia o República Checa (UTC+2).

|  | Octavos de final          | Octavos de final          |           |                 | Cuartos de final      | Cuartos de final      |  |         | Semifinales      | Semifinales      |         |              | Final            | Final            |  |
|  | 11, 12 y 13 de septiembre | 11, 12 y 13 de septiembre |           |                 | 14 y 15 de septiembre | 14 y 15 de septiembre |  |         | 18 de septiembre | 18 de septiembre |         |              | 19 de septiembre | 19 de septiembre |  |
|  |                           |                           |           |                 |                       |                       |  |         |                  |                  |         |              |                  |                  |  |
|  |                           |                           |           |                 |                       |                       |  |         |                  |                  |         |              |                  |                  |  |
|  | Polonia                   | 3                         |           |                 |                       |                       |  |         |                  |                  |         |              |                  |                  |  |
|  | Polonia                   | 3                         |           |                 |                       |                       |  |         |                  |                  |         |              |                  |                  |  |
|  | Finlandia                 | 0                         |           |                 |                       |                       |  |         |                  |                  |         |              |                  |                  |  |
|  | Finlandia                 | 0                         |           | Polonia         | 3                     |                       |  |         |                  |                  |         |              |                  |                  |  |
|  |                           |                           |           | Polonia         | 3                     |                       |  |         |                  |                  |         |              |                  |                  |  |
|  |                           |                           | Rusia     | 0               |                       |                       |  |         |                  |                  |         |              |                  |                  |  |
|  | Rusia                     | 3                         | Rusia     | 0               |                       |                       |  |         |                  |                  |         |              |                  |                  |  |
|  | Rusia                     | 3                         |           |                 |                       |                       |  |         |                  |                  |         |              |                  |                  |  |
|  | Ucrania                   | 1                         |           |                 |                       |                       |  |         |                  |                  |         |              |                  |                  |  |
|  | Ucrania                   | 1                         |           |                 |                       |                       |  | Polonia | 1                |                  |         |              |                  |                  |  |
|  |                           |                           |           |                 |                       |                       |  | Polonia | 1                |                  |         |              |                  |                  |  |
|  |                           |                           | Eslovenia | 3               |                       |                       |  |         |                  |                  |         |              |                  |                  |  |
|  | Francia                   | 0                         | Eslovenia | 3               |                       |                       |  |         |                  |                  |         |              |                  |                  |  |
|  | Francia                   | 0                         |           |                 |                       |                       |  |         |                  |                  |         |              |                  |                  |  |
|  | República Checa           | 3                         |           |                 |                       |                       |  |         |                  |                  |         |              |                  |                  |  |
|  | República Checa           | 3                         |           | República Checa | 0                     |                       |  |         |                  |                  |         |              |                  |                  |  |
|  |                           |                           |           | República Checa | 0                     |                       |  |         |                  |                  |         |              |                  |                  |  |
|  |                           |                           | Eslovenia | 3               |                       |                       |  |         |                  |                  |         |              |                  |                  |  |
|  | Eslovenia                 | 3                         | Eslovenia | 3               |                       |                       |  |         |                  |                  |         |              |                  |                  |  |
|  | Eslovenia                 | 3                         |           |                 |                       |                       |  |         |                  |                  |         |              |                  |                  |  |
|  | Croacia                   | 1                         |           |                 |                       |                       |  |         |                  |                  |         |              |                  |                  |  |
|  | Croacia                   | 1                         |           |                 |                       |                       |  |         |                  |                  |         | Eslovenia    | 2                |                  |  |
|  |                           |                           |           |                 |                       |                       |  |         |                  |                  |         | Eslovenia    | 2                |                  |  |
|  |                           |                           | Italia    | 3               |                       |                       |  |         |                  |                  |         |              |                  |                  |  |
|  | Países Bajos              | 3                         | Italia    | 3               |                       |                       |  |         |                  |                  |         |              |                  |                  |  |
|  | Países Bajos              | 3                         |           |                 |                       |                       |  |         |                  |                  |         |              |                  |                  |  |
|  | Portugal                  | 2                         |           |                 |                       |                       |  |         |                  |                  |         |              |                  |                  |  |
|  | Portugal                  | 2                         |           | Países Bajos    | 0                     |                       |  |         |                  |                  |         |              |                  |                  |  |
|  |                           |                           |           | Países Bajos    | 0                     |                       |  |         |                  |                  |         |              |                  |                  |  |
|  |                           |                           | Serbia    | 3               |                       |                       |  |         |                  |                  |         |              |                  |                  |  |
|  | Serbia                    | 3                         | Serbia    | 3               |                       |                       |  |         |                  |                  |         |              |                  |                  |  |
|  | Serbia                    | 3                         |           |                 |                       |                       |  |         |                  |                  |         |              |                  |                  |  |
|  | Turquía                   | 2                         |           |                 |                       |                       |  |         |                  |                  |         |              |                  |                  |  |
|  | Turquía                   | 2                         |           |                 |                       |                       |  | Serbia  | 1                |                  |         |              |                  |                  |  |
|  |                           |                           |           |                 |                       |                       |  | Serbia  | 1                |                  |         |              |                  |                  |  |
|  |                           |                           | Italia    | 3               |                       |                       |  |         |                  |                  |         |              |                  |                  |  |
|  | Italia                    | 3                         | Italia    | 3               |                       |                       |  |         |                  |                  |         |              |                  |                  |  |
|  | Italia                    | 3                         |           |                 |                       |                       |  |         |                  |                  |         |              |                  |                  |  |
|  | Letonia                   | 0                         |           |                 |                       |                       |  |         |                  |                  |         |              |                  |                  |  |
|  | Letonia                   | 0                         |           | Italia          | 3                     |                       |  |         |                  |                  |         | Tercer lugar | Tercer lugar     |                  |  |
|  |                           |                           |           | Italia          | 3                     |                       |  |         |                  |                  |         | Tercer lugar | Tercer lugar     |                  |  |
|  |                           |                           | Alemania  | 0               |                       |                       |  |         |                  |                  |         |              |                  |                  |  |
|  | Alemania                  | 3                         | Alemania  | 0               |                       |                       |  |         |                  |                  | Polonia | 3            |                  |                  |  |
|  | Alemania                  | 3                         |           |                 |                       |                       |  |         |                  |                  | Polonia | 3            |                  |                  |  |
|  | Bulgaria                  | 1                         |           |                 |                       |                       |  |         |                  |                  |         |              | Serbia           | 0                |  |
|  | Bulgaria                  | 1                         |           |                 |                       |                       |  |         |                  |                  |         |              | Serbia           | 0                |  |
|  |                           |                           |           |                 |                       |                       |  |         |                  |                  |         |              |                  |                  |  |

### Octavos de final
| Fecha | Hora  | Partido¹     | Partido¹ | Partido¹        | Res.  | Set 1 | Set 2 | Set 3 | Set 4 | Set 5 | Total     |
| ----- | ----- | ------------ | -------- | --------------- | ----- | ----- | ----- | ----- | ----- | ----- | --------- |
| 11.09 | 17:30 | Rusia        | –        | Ucrania         | 3 – 1 | 22-25 | 25-16 | 25-22 | 25-22 | –     | 97 – 85   |
| 11.09 | 20:30 | Polonia      | –        | Finlandia       | 3 – 0 | 25-16 | 25-16 | 25-14 | –     | –     | 75 – 46   |
| 12.09 | 17:30 | Países Bajos | –        | Portugal        | 3 – 2 | 22-25 | 25-22 | 26-24 | 20-25 | 15-13 | 108 – 109 |
| 12.09 | 20:30 | Serbia       | –        | Turquía         | 3 – 2 | 25-18 | 22-25 | 22-25 | 25-23 | 15-12 | 109 – 103 |
| 12.09 | 16:00 | Italia       | –        | Letonia         | 3 – 0 | 25-14 | 25-13 | 25-16 | –     | –     | 75 – 43   |
| 12.09 | 19:00 | Alemania     | –        | Bulgaria        | 3 – 1 | 25-14 | 18-25 | 25-19 | 25-22 | –     | 93 – 80   |
| 13.09 | 16:00 | Eslovenia    | –        | Croacia         | 3 – 1 | 25-20 | 25-18 | 19-25 | 25-12 | –     | 94 – 75   |
| 13.09 | 19:00 | Francia      | –        | República Checa | 0 – 3 | 22-25 | 19-25 | 32-34 | –     | –     | 73 – 84   |

- (¹) – Los primeros cuatro en Polonia (Gdańsk) y el resto en la República Checa.

### Cuartos de final
| Fecha | Hora  | Partido¹        | Partido¹ | Partido¹  | Res.  | Set 1 | Set 2 | Set 3 | Set 4 | Set 5 | Total   |
| ----- | ----- | --------------- | -------- | --------- | ----- | ----- | ----- | ----- | ----- | ----- | ------- |
| 14.09 | 17:30 | Países Bajos    | –        | Serbia    | 0 – 3 | 23-25 | 20-25 | 25-27 | –     | –     | 68 – 77 |
| 14.09 | 20:30 | Polonia         | –        | Rusia     | 3 – 0 | 25-14 | 26-24 | 25-19 | –     | –     | 76 – 57 |
| 15.09 | 16:00 | Italia          | –        | Alemania  | 3 – 0 | 25-13 | 25-18 | 25-19 | –     | –     | 75 – 50 |
| 15.09 | 19:00 | República Checa | –        | Eslovenia | 0 – 3 | 21-25 | 19-25 | 25-27 | –     | –     | 65 – 77 |

- (¹) – Los primeros dos en Polonia (Gdańsk) y los dos últimos en la República Checa.

### Semifinales
| Fecha | Hora  | Partido¹ | Partido¹ | Partido¹  | Res.  | Set 1 | Set 2 | Set 3 | Set 4 | Set 5 | Total     |
| ----- | ----- | -------- | -------- | --------- | ----- | ----- | ----- | ----- | ----- | ----- | --------- |
| 18.09 | 17.30 | Polonia  | –        | Eslovenia | 1 – 3 | 25-17 | 30-32 | 16-25 | 35-37 | –     | 106 – 111 |
| 18.09 | 20.30 | Serbia   | –        | Italia    | 1 – 3 | 27-29 | 22-25 | 25-23 | 18-25 | –     | 92 – 102  |

- (¹) – Ambos en Polonia (Katowice).

### Tercer lugar
| Fecha | Hora  | Partido¹ | Partido¹ | Partido¹ | Res.  | Set 1 | Set 2 | Set 3 | Set 4 | Set 5 | Total   |
| ----- | ----- | -------- | -------- | -------- | ----- | ----- | ----- | ----- | ----- | ----- | ------- |
| 19.09 | 17:30 | Polonia  | –        | Serbia   | 3 – 0 | 25-22 | 25-16 | 25-22 | –     | –     | 75 – 60 |

- (¹) – En Polonia (Katowice).

### Final
| Fecha | Hora  | Partido¹  | Partido¹ | Partido¹ | Res.  | Set 1 | Set 2 | Set 3 | Set 4 | Set 5 | Total     |
| ----- | ----- | --------- | -------- | -------- | ----- | ----- | ----- | ----- | ----- | ----- | --------- |
| 19.09 | 20:30 | Eslovenia | –        | Italia   | 2 – 3 | 25-22 | 20-25 | 25-20 | 20-25 | 11-15 | 101 – 107 |

- (¹) – En Polonia (Katowice).

## Medallero
| Italia | Eslovenia | Polonia |
| Simone Anzani Fabio Balaso Mattia Bottolo Lorenzo Cortesia Gianluca Galassi Simone Giannelli Daniele Lavia Alessandro Michieletto Alessandro Piccinelli Giulio Pinali Francesco Recine Fabio Ricci Yuri Romanò Riccardo Sbertoli | Klemen Čebulj Jan Klobučar Jani Kovačič Jan Kozamernik Rok Možič Alen Pajenk Gregor Ropret Alen Šket Sašo Štalekar Tonček Štern Žiga Štern Tine Urnaut Matic Videčnik Dejan Vinčić | Mateusz Bieniek Fabian Drzyzga Tomasz Fornal Łukasz Kaczmarek Jakub Kochanowski Michał Kubiak Bartosz Kurek Wilfredo León Grzegorz Łomacz Piotr Nowakowski Kamil Semeniuk Aleksander Śliwka Damian Wojtaszek Paweł Zatorski |
| Ferdinando De Giorgi (seleccionador) | Alberto Giuliani (seleccionador) | Vital Heynen (seleccionador) |

## Estadísticas

### Clasificación general
| 1. Italia CM       |
| 2. Eslovenia CM    |
| 3. Polonia         |
| 4. Serbia          |
| 5. Países Bajos    |
| 6. Alemania        |
| 7. Rusia           |
| 8. República Checa |
| 9. Francia         |
| 10. Turquía        |
| 11. Finlandia      |
| 12. Bulgaria       |
| 13. Ucrania        |
| 14. Croacia        |
| 15. Portugal       |
| 16. Letonia        |
| 17. Bielorrusia    |
| 18. Bélgica        |
| 19. Eslovaquia     |
| 20. España         |
| 21. Estonia        |
| 22. Grecia         |
| 23. Macedonia      |
| 24. Montenegro     |

### Máximos anotadores
| N.º | Nombre                 | Selección       | Puntos | Partidos jugados |
| --- | ---------------------- | --------------- | ------ | ---------------- |
| 1   | Nimir Abdel-Aziz       | Países Bajos    | 173    | 7                |
| 2   | Uroš Kovačević         | Serbia          | 126    | 7                |
| 3   | Adis Lagumdzija        | Turquía         | 124    | 6                |
| 4   | Wilfredo León          | Polonia         | 122    | 8                |
| 5   | Yegor Kliuka           | Rusia           | 120    | 6                |
| 6   | Alessandro Michieletto | Italia          | 116    | 8                |
| 7   | Leo Andrić             | Croacia         | 112    | 6                |
| 8   | Tonček Stern           | Eslovenia       | 110    | 8                |
| 9   | Lukáš Vašina           | República Checa | 104    | 7                |
| 10  | Daniele Lavia          | Italia          | 98     | 8                |

Fuente: 